# ناشيونال جيوغرافيك بيبول
كانت نات جيو بيبول قناة تلفزيونية دولية مدفوعة مملوكة لشركة ناشيونال جيوغرافيك، وهي مشروع مشترك بين شركة والت (73٪) والجمعية الجغرافية الوطنية (27٪). تستهدف القناة الجماهير النسائية، مع البرامج التي تركز على الأشخاص والثقافات، القناة متاحة في 50 دولة.

## البرامج
- 62 يومًا في البحر
- مطلوب مغامرة
- مغامرات مذهلة من المملكة المتحدة لا أحد
- مغامرات لا أحد: أوروبا
- مغامرات لا أحد مذهلة
- حول العالم مجانًا
- فن المشي
- انفجرت في الخارج
- هذه هي أفضل وظيفة في العالم
- عضني مع دكتور مايك ليهي
- إنقاذ بوندي
- بأي وسيلة
- كلكتا أو تمثال نصفي
- مطاردة تشي: أمريكا اللاتينية على دراجة نارية
- مطاردة الوقت
- مطاردة المدينة
- سيتي تشيس مراكش
- طبخ العالم
- يوميات سفينة الرحلات
- ركوب الدراجات في المنزل من سيبيريا مع روب ليلوول
- رجال خطر
- ديفيد روكو أمالفي المهرب
- دولتشي فيتا من ديفيد روكو
- أخطر الرحلات
- المغادرين
- الذواقة الجانحين
- الوجهة متطرفة
- محققو الغوص
- لا تخبر أمي
- تنطلق الأرض
- غريب الأطوار في المملكة المتحدة
- مسافر التحمل
- استكشاف الكرمة
- المتطرفة السياحية أفغانستان
- العثور على جنكيز
- الصعود الأول
- دليل عشاق الطعام على الكوكب
- مدرسة الغذاء
- درب اللبان
- الجلسات الجغرافية
- الذهاب بوش
- ذهب لإنقاذ الكوكب
- عالم جراهام
- الطريق الأخضر
- في المشروب
- مواكبة الجيران
- سجلات الكيمتشي
- كوكب وحيد: طرق أقل سافرًا
- طريق طويل للاسفل
- مدغشقر مافريك
- المجانين
- صنع المسارات
- قيم السوق
- قابل الأميش
- تعرف على السكان الأصليين
- معجزة على ايفرست
- دراجة نارية الكرمة
- الموسيقى البدوي
- العدس العاري
- البدو
- في كامينو دي سانتياغو
- رجل واحد وصاحب الكارافان
- رحلات محفوفة بالمخاطر
- طباخ الضغط
- سباق إلى قاع الأرض
- السباق على مدار الساعة
- السباق إلى أمريكا
- الاستكشاف العكسي
- ركوب
- صحارى سبرينترز
- منفرد
- في مكان ما في الصين
- سفينة الجراحة
- مجلة سيرفر
- جنون السفر
- رحلات في عالم متوحش
- المسافر النهائي
- رحلة طريق المحارب
- الزفاف المحطم: الصفقة الحقيقية
- فنادق غريبة ورائعة
- عجلة 2
- إلى أي طريق
- رحلة برية
- كلمة يسافر
- كلمة إيجابية
- عالم منفصل